# 内伊韦利
内伊韦利（Neyveli），是印度泰米尔纳德邦Cuddalore县的一个城镇。总人口128133（2001年）。

## 人口
该地2001年总人口128133人，其中男性65632人，女性62501人；0—6岁人口15224人，其中男7831人，女7393人；识字率77.59%，其中男性为82.96%，女性为71.95%。